# Vestbanen
|  | Denne artikel omhandler statsbanen Vestbanen. For privatbanen se Varde-Nørre Nebel Jernbane. |
Den sjællandske Vestbane eller kort Vestbanen er den statsejede jernbane, der strækker sig fra København via Roskilde til Korsør. Vestbanen er landets næstmest befærdede jernbane, efter S-banen.
Vestbanen indviedes som den første jernbane i det nuværende Danmark mellem København og Roskilde 26. juni 1847. Banen forlængedes 27. april 1856 til Korsør, hvor den i 1997 fik tilslutning til Storebæltsforbindelsen til Nyborg. I 1988 blev strækningen fra Høje Taastrup Station til Roskilde Station udbygget til fire spor, efter at dette havde været diskuteret i 1888 og 1936.
Banen ligger parallelt med S-banen Høje Taastrup-banen, som den har flere stationer tilfælles med. Til daglig drives de to jernbaner uafhængigt af hinanden.

## Vestbanens historie
Da Vestbanen i 1856 blev forlænget til Korsør kunne man tale om en jernbaneforbindelse, som havde fremtid. En forretningsmand så muligheden for at tjene penge dér, selv om det kun var et tilbud om at trykke reklamesedler med et kort over ruten og med dens stationer, med en tabel over togene (persontog og godstog) og med billetpriserne (Rd. ß = rigsdaler / skilling). Det kostede mere at rejse i ”lukket Vogn” end i ”aaben Vogn”, og ”Børn under 10” betalte halv pris. Desuden kunne man, for at nå stationen, bestille en hestevogn som ”Extrapost”. Og hvis man kørte i ”aaben Vogn”, måtte man medtage 50 pund bagage uden ekstra betaling (sml. Vestbanen 1856 1 / 2 / 3).

## Stationer på Vestbanen
- København H (Kh)
  - Dybbølsbro Station (Dbt) (kun S-tog)
  - Enghave Station (Av) (kun S-tog, nedlagt i 2016)
  - Carlsberg Station (kun S-tog)
- Valby Station (Val)
  - Danshøj Station (Dah) (kun S-tog)
  - Hvidovre Station (Hit) (kun S-tog)
  - Rødovre Station (Rdo) (kun S-tog)
  - Brøndbyøster Station (Bøt) (kun S-tog)
  - Glostrup Station (Gl) (kun S-tog. Tidligere også fjerntog [3])
  - Albertslund Station (Alb) (kun S-tog)
  - Taastrup Station (Tå) (kun S-tog. Tidligere også fjerntog [3])
- Høje Taastrup Station (Htå), åbnet 1986
- Hedehusene Station (Hh)
- Trekroner Station (Trk), åbnet i 1988
- Roskilde Station (Ro), forbindelse til Lille Syd og Nordvestbanen
- Gøderup T (Gøt), oprettet i 1929, nedlagt i 1974
- Viby Sjælland Station (Vy)
- Borup Station (Bo)
- Kværkeby Station (Ky), nedlagt som trinbræt i 1974, transversalstation fra 1982
- Ringsted Station (Rg), har forbindelse til Sydbanen og Ringsted-banen. Tidligere også de gamle Køge-Ringsted Banen og Sjællandske midtbane.
- Bringstrup trinbræt (Brt), oprettet i 1931, nedlagt i 1955
- Fjenneslev Station (Fj), nedlagt som station i 1962, transversalstation fra 1984
- Sorø Station (So), havde forbindelse til Sorø-Vedde-banen
- Frederikslund Station (Fr), nedlagt som station i 1962
- Slagelse Station (Sg), forbindelse til Tølløse via Høng (oprindeligt Slagelse-Værslev-banen). Slagelse var endestation for den tidligere Slagelse-Næstved bane
- Forlev Station (Fo), nedlagt som station i 1962, transversalstation fra 1983
- Svendstrup Billetssalgssted med sidespor (Sw), nedlagt i 1962, var forgreningsstation til hhv den gl Korsør Station og Storebæltsforbindelsen i 1997
- Korsør Station (Kø)

Herfra forsættes via Storebæltsforbindelsen til den fynske hovedbane